# Nati nel 1936/Giugno
| Questa pagina contiene informazioni ricavate automaticamente dalle voci biografiche con l'ausilio del template Bio e di un bot. L'aggiornamento è periodico e automatico e ricostruisce completamente la pagina. Se manca una persona in questa lista, sei pregato di non aggiungerla, ma accertati piuttosto che la sua voce biografica contenga il template Bio e che i dati anagrafici siano correttamente compilati. Se il template Bio manca, inseriscilo tu stesso o, in alternativa, metti l'avviso {{tmp\|Bio}} che ne segnala la mancanza. Se i dati riportati sono sbagliati, correggi direttamente la voce biografica; le modifiche saranno visibili in questa lista entro pochi giorni. Per chiarimenti vedi il progetto biografie. La lista contiene solo le 171 persone che sono citate nell'enciclopedia e per le quali è stato implementato correttamente il template Bio. Pagina aggiornata al 18 ago 2025. |

- 1º giugno - Anatolij Albul, lottatore sovietico († 2013)
- 1º giugno - Bekim Fehmiu, attore jugoslavo († 2010)
- 1º giugno - Roberto Fischer, ex pallanuotista argentino
- 1º giugno - José Manuel Pesudo, calciatore spagnolo († 2003)
- 1º giugno - Gino Raffin, calciatore e allenatore di calcio italiano († 2023)
- 1º giugno - Gerald Scarfe, fumettista britannico
- 1º giugno - Sandra Scoppettone, scrittrice statunitense
- 1º giugno - Ilo Teneqexhi, cestista albanese († 2021)
- 1º giugno - Piero Tomasoni, pugile italiano († 2022)
- 1º giugno - Finn Tøraasen, calciatore norvegese († 2018)
- 2 giugno - Philip Eaton, chimico statunitense († 2023)
- 2 giugno - Vladimir Golubničij, marciatore sovietico († 2021)
- 3 giugno - Giulio Cittato, designer italiano († 1986)
- 3 giugno - Eric Claus, scultore olandese
- 3 giugno - Enrique Gensana, calciatore spagnolo († 2005)
- 3 giugno - Larry McMurtry, scrittore e sceneggiatore statunitense († 2021)
- 3 giugno - Colin Meads, rugbista a 15, allenatore di rugby a 15 e dirigente sportivo neozelandese († 2017)
- 3 giugno - Giuseppe Moschioni, ex calciatore italiano
- 3 giugno - Luca Sabatelli, costumista e scenografo italiano († 2023)
- 4 giugno - Giorgio Brenci, allenatore di pallacanestro italiano († 2021)
- 4 giugno - Bruce Dern, attore statunitense
- 4 giugno - Oleg Fedoseev, triplista e lunghista sovietico († 2001)
- 4 giugno - Sani Lakatani, politico niueano
- 4 giugno - Nutan, attrice indiana († 1991)
- 4 giugno - Aldo Pedretti, ex calciatore italiano
- 4 giugno - Fernando Proietti, pugile e criminale italiano († 1982)
- 4 giugno - Vinicio Scipioni, politico e sindacalista italiano († 2012)
- 5 giugno - Ivo Stefanoni, ex canottiere italiano
- 6 giugno - Bert Marcelo, attore e conduttore televisivo filippino († 1995)
- 6 giugno - Maysa, cantante, cantautrice e attrice brasiliana († 1977)
- 6 giugno - Mompati Merafhe, politico e generale botswano († 2015)
- 6 giugno - Malangatana Ngwenya, pittore e poeta mozambicano († 2011)
- 6 giugno - Samuel Anum Okai, ex calciatore ghanese
- 6 giugno - Abdullah al-Ahmar, politico siriano
- 7 giugno - Pippo Baudo, conduttore televisivo, autore televisivo e conduttore radiofonico italiano († 2025)
- 7 giugno - Chaovarat Chanweerakul, politico thailandese
- 7 giugno - Domingo Pérez, calciatore uruguaiano († 2024)
- 8 giugno - Juozas Aputis, scrittore lituano († 2010)
- 8 giugno - James Darren, attore, cantante e direttore artistico statunitense († 2024)
- 8 giugno - Robert Floyd, informatico statunitense († 2001)
- 8 giugno - Vicente Lecaro, calciatore ecuadoriano († 2023)
- 8 giugno - Kenneth Geddes Wilson, fisico statunitense († 2013)
- 9 giugno - Filippo Coarelli, archeologo italiano
- 9 giugno - Ken Finch, cestista australiano
- 9 giugno - Giancarlo Mazzacurati, critico letterario, filologo e storico della letteratura italiano († 1995)
- 10 giugno - Eugenio Bersellini, calciatore, allenatore di calcio e dirigente sportivo italiano († 2017)
- 10 giugno - Marcello Caltabiano, generale italiano
- 10 giugno - Brian Freemantle, scrittore britannico († 2024)
- 10 giugno - Marion Chesney, scrittrice britannica († 2019)
- 10 giugno - Thomas Hoepker, fotografo, fotoreporter e direttore della fotografia tedesco († 2024)
- 10 giugno - Vjačaslaŭ Kebič, politico e ingegnere sovietico († 2020)
- 11 giugno - Daniel Bernoulli, geologo svizzero
- 11 giugno - Giovanni Bonello, giudice maltese
- 11 giugno - Jaime Camino, regista e sceneggiatore spagnolo († 2015)
- 11 giugno - Bruno Fagnoul, politico e insegnante belga († 2023)
- 11 giugno - Hanz Kovacq, disegnatore francese († 2016)
- 11 giugno - Barbara Rose, storica dell'arte statunitense († 2020)
- 12 giugno - German Apuchtin, calciatore sovietico († 2003)
- 12 giugno - Andrea Crisanti, scenografo e costumista italiano († 2012)
- 12 giugno - Antonio Palazzi, gastronomo italiano († 2020)
- 12 giugno - Ángel Rambert, calciatore francese († 1983)
- 12 giugno - Zdenek Sekanina, astronomo ceco
- 12 giugno - Erio Sughi, poeta e traduttore italiano († 2011)
- 12 giugno - Igal Volodarsky, cestista e allenatore di pallacanestro israeliano († 1977)
- 12 giugno - Bill Zeliff, politico statunitense († 2021)
- 13 giugno - Juan Carlos Duran, pugile argentino († 1991)
- 13 giugno - Michel Jazy, mezzofondista francese († 2024)
- 13 giugno - Abbondanzio Pagani, calciatore italiano
- 13 giugno - Győző Veres, sollevatore ungherese († 2011)
- 14 giugno - Wolfgang Behrendt, ex pugile tedesco
- 14 giugno - Marisa Brando, cantante italiana
- 14 giugno - Giorgio Carbone, filantropo italiano († 2009)
- 14 giugno - Marziano Magnani, lottatore italiano († 1983)
- 14 giugno - Raúl Mera, ex cestista uruguaiano
- 14 giugno - George Hugh Niederauer, arcivescovo cattolico statunitense († 2017)
- 14 giugno - Dave Whitsell, giocatore di football americano statunitense († 1999)
- 15 giugno - Claude Brasseur, attore francese († 2020)
- 15 giugno - William Joseph Levada, cardinale, arcivescovo cattolico e teologo statunitense († 2019)
- 16 giugno - Ann Carter, attrice statunitense († 2014)
- 16 giugno - Luigi De Robertis, calciatore italiano († 2015)
- 16 giugno - Anthony Olubunmi Okogie, cardinale e arcivescovo cattolico nigeriano
- 16 giugno - Juhani Peltonen, ex calciatore finlandese
- 16 giugno - Hans Perrier, cestista e allenatore di pallacanestro olandese († 2022)
- 16 giugno - Pietro Zullino, scrittore e giornalista italiano († 2012)
- 17 giugno - Luigi Bertossi, calciatore italiano († 2017)
- 17 giugno - Graziano e Claudio Cicogna, fumettista italiano († 1994)
- 17 giugno - Gianni Goldoni, calciatore italiano († 2022)
- 17 giugno - Ken Loach, regista, sceneggiatore e attivista britannico
- 17 giugno - James Hamilton McLean, naturalista statunitense († 2016)
- 17 giugno - Thomas McMahon, vescovo cattolico britannico
- 17 giugno - Primo Moroni, scrittore italiano († 1998)
- 17 giugno - Odd Oppedal, calciatore norvegese († 2018)
- 17 giugno - Jude Wanniski, giornalista e economista statunitense († 2005)
- 18 giugno - Nemanja Đurić, cestista e allenatore di pallacanestro jugoslavo († 2025)
- 18 giugno - Horst Flosbach, ex mezzofondista tedesco
- 18 giugno - Larry Hennig, wrestler statunitense († 2018)
- 18 giugno - Denny Hulme, pilota automobilistico neozelandese († 1992)
- 18 giugno - Victor Lanoux, attore e produttore teatrale francese († 2017)
- 18 giugno - Norodom Monineath, regina cambogiana
- 18 giugno - George Pruitt, cestista e allenatore di pallacanestro statunitense († 2007)
- 18 giugno - Franco Vaccari, artista e fotografo italiano
- 18 giugno - Ronald Venetiaan, politico surinamese
- 18 giugno - Wally Voges, ex pallanuotista sudafricano
- 19 giugno - Michael Alexander, schermidore britannico († 2002)
- 19 giugno - Takeshi Aono, attore e doppiatore giapponese († 2012)
- 19 giugno - Joe Bonson, calciatore inglese († 1991)
- 19 giugno - Janina Chłodzińska, cestista polacca († 2012)
- 19 giugno - Paolo Scandaletti, giornalista, scrittore e storico italiano
- 19 giugno - Wayne Stevens, cestista statunitense († 2021)
- 20 giugno - Harold Puthoff, parapsicologo e ingegnere statunitense
- 20 giugno - Sushma Seth, attrice indiana
- 21 giugno - Giuseppe Mani, arcivescovo cattolico italiano
- 21 giugno - Bohumil Tomášek, cestista e allenatore di pallacanestro cecoslovacco († 2019)
- 21 giugno - Luigi Zaimbro, ciclista su strada italiano († 2022)
- 22 giugno - Kris Kristofferson, cantautore, musicista e attore statunitense († 2024)
- 22 giugno - Fernando Olivella, calciatore spagnolo († 2023)
- 22 giugno - Hermeto Pascoal, compositore e polistrumentista brasiliano
- 22 giugno - Lamberto Pietropoli, compositore e direttore di coro italiano († 1994)
- 22 giugno - Valerij Žitnyj, ex schermidore sovietico
- 23 giugno - Richard Bach, aviatore e scrittore statunitense
- 23 giugno - Paolo Barison, calciatore italiano († 1979)
- 23 giugno - William Becklean, ex canottiere statunitense
- 23 giugno - Mino Bellei, attore, regista e commediografo italiano († 2022)
- 23 giugno - Jan Hoet, storico dell'arte belga († 2014)
- 23 giugno - Pradip Kumar Banerjee, allenatore di calcio e calciatore indiano († 2020)
- 23 giugno - Kōstas Sīmitīs, politico e economista greco († 2025)
- 24 giugno - Robert Downey Sr., attore, sceneggiatore e regista statunitense († 2021)
- 24 giugno - Andrzej Kostenko, regista, direttore della fotografia e sceneggiatore polacco († 2024)
- 24 giugno - Renzo Longhi, calciatore italiano († 2023)
- 24 giugno - Paul L. Smith, attore statunitense († 2012)
- 24 giugno - Donald Walter Trautman, vescovo cattolico statunitense († 2022)
- 25 giugno - Pavol Bencz, calciatore cecoslovacco († 2012)
- 25 giugno - B. J. Habibie, politico indonesiano († 2019)
- 25 giugno - Bert Hölldobler, biologo tedesco
- 25 giugno - Nivio Sanchini, commediografo, regista e attore italiano († 2011)
- 25 giugno - Ágnes Szabó, cestista ungherese († 2009)
- 25 giugno - Tony van Dorp, pallanuotista statunitense († 2010)
- 26 giugno - Bogdan Dočev, arbitro di calcio bulgaro († 2017)
- 26 giugno - Hal Greer, cestista e allenatore di pallacanestro statunitense († 2018)
- 26 giugno - Alberto Malavasi, calciatore italiano († 2021)
- 26 giugno - Edith Pearlman, scrittrice statunitense († 2023)
- 26 giugno - Tomáš Pospíchal, calciatore e allenatore di calcio cecoslovacco († 2003)
- 26 giugno - Tito Rodinetti, pugile italiano († 2024)
- 26 giugno - Jean-Claude Turcotte, cardinale e arcivescovo cattolico canadese († 2015)
- 26 giugno - Nancy Willard, scrittrice e poetessa statunitense († 2017)
- 27 giugno - Julos Beaucarne, poeta, cantante e attore belga († 2021)
- 27 giugno - Antonio Trinetti, fantino italiano († 1992)
- 27 giugno - Tadanori Yokoo, pittore, illustratore e grafico giapponese
- 28 giugno - Chuck Howley, ex giocatore di football americano statunitense
- 28 giugno - Ahmed Yassin, politico e religioso palestinese († 2004)
- 28 giugno - Kurt Krenn, vescovo cattolico austriaco († 2014)
- 28 giugno - Major Owens, politico statunitense († 2013)
- 28 giugno - Andrzej Pstrokoński, cestista e allenatore di pallacanestro polacco († 2022)
- 29 giugno - Jacques Balutin, attore e doppiatore francese
- 29 giugno - Luciano Bux, vescovo cattolico italiano († 2014)
- 29 giugno - Pietro Cerullo, politico italiano
- 29 giugno - D'Arcy Coulson, slittinista canadese († 2020)
- 29 giugno - David Jenkins, ex pattinatore artistico su ghiaccio statunitense
- 29 giugno - Willie Jones, ex cestista statunitense
- 29 giugno - Harmon Killebrew, giocatore di baseball statunitense († 2011)
- 29 giugno - Edward Koiki Mabo, australiano († 1992)
- 29 giugno - Kigeli V del Ruanda, re ruandese († 2016)
- 30 giugno - Sergio Bartole, giurista italiano
- 30 giugno - Guglielmo Burelli, ex calciatore italiano
- 30 giugno - Tony Dallara, cantante e personaggio televisivo italiano
- 30 giugno - Assia Djebar, scrittrice, poetessa e saggista algerina († 2015)
- 30 giugno - Nancy Dussault, attrice statunitense
- 30 giugno - Flemming Flindt, ballerino, coreografo e direttore artistico danese († 2009)
- 30 giugno - Tony Musante, attore statunitense († 2013)
- 30 giugno - Dave Van Ronk, musicista e cantautore statunitense († 2002)
- 30 giugno - Antonio Verini, politico italiano († 2021)